# Josef Rudolf Čeněk Čermák
Josef Rudolf Čeněk Čermák (15. listopadu 1924 Skůry – 20. září 2021) byl představitel československého exilu, právník, básník, publicista a autor literatury faktu.

## Život
Josef Čermák navštěvoval gymnázium ve Slaném. Po jeho absolvování v roce 1943 byl totálně nasazen v Poldi Kladno.
Během pohřbu bývalého prezidenta Edvarda Beneše v roce 1948 byl nakrátko zatčen a po svém propuštění emigroval do Bavorska. Od roku 1949 žil v Kanadě, kde se zanedlouho po svém příchodu intenzivně zapojil do krajanského života.

## Literární tvorba
- Pokorné návraty, 1955, Paříž – básnická sbírka, prvotina
- Going Home, 1963, New York – román
- Fragmenty ze života Čechů a Slováků v Kanadě, 2000, Zlín, ISBN 80-85948-33-8
- Winston Churchill: Nástin života, 2000, Zlín, ISBN 80-85948-36-2
- Bůh se tu zastavil…, 2001, Zlín, ISBN 80-85948-34-6
- It all started with Prince Rupert: The Story of Czechs and Slovaks in Canada, 2003, Luhačovice, ISBN 80-85948-49-4